# Zetorchestes flabrarius
Zetorchestes flabrarius är en kvalsterart som beskrevs av Grandjean 1951. Zetorchestes flabrarius ingår i släktet Zetorchestes och familjen Zetorchestidae. Inga underarter finns listade i Catalogue of Life.